# بعثة كوك الثالثة

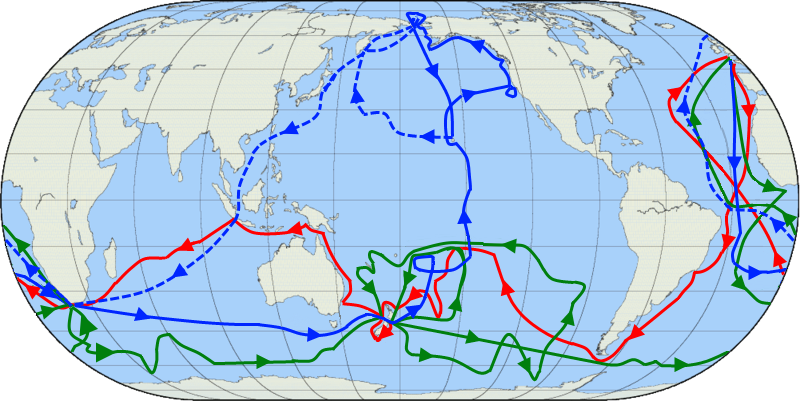
رحلة كوك الثالثة مبينة باللون الأزرق، واللون الأزرق المتقطع يبين تكملة مسار رحلة كوك الثالثة بعد وفاته في نصف الرحلة.

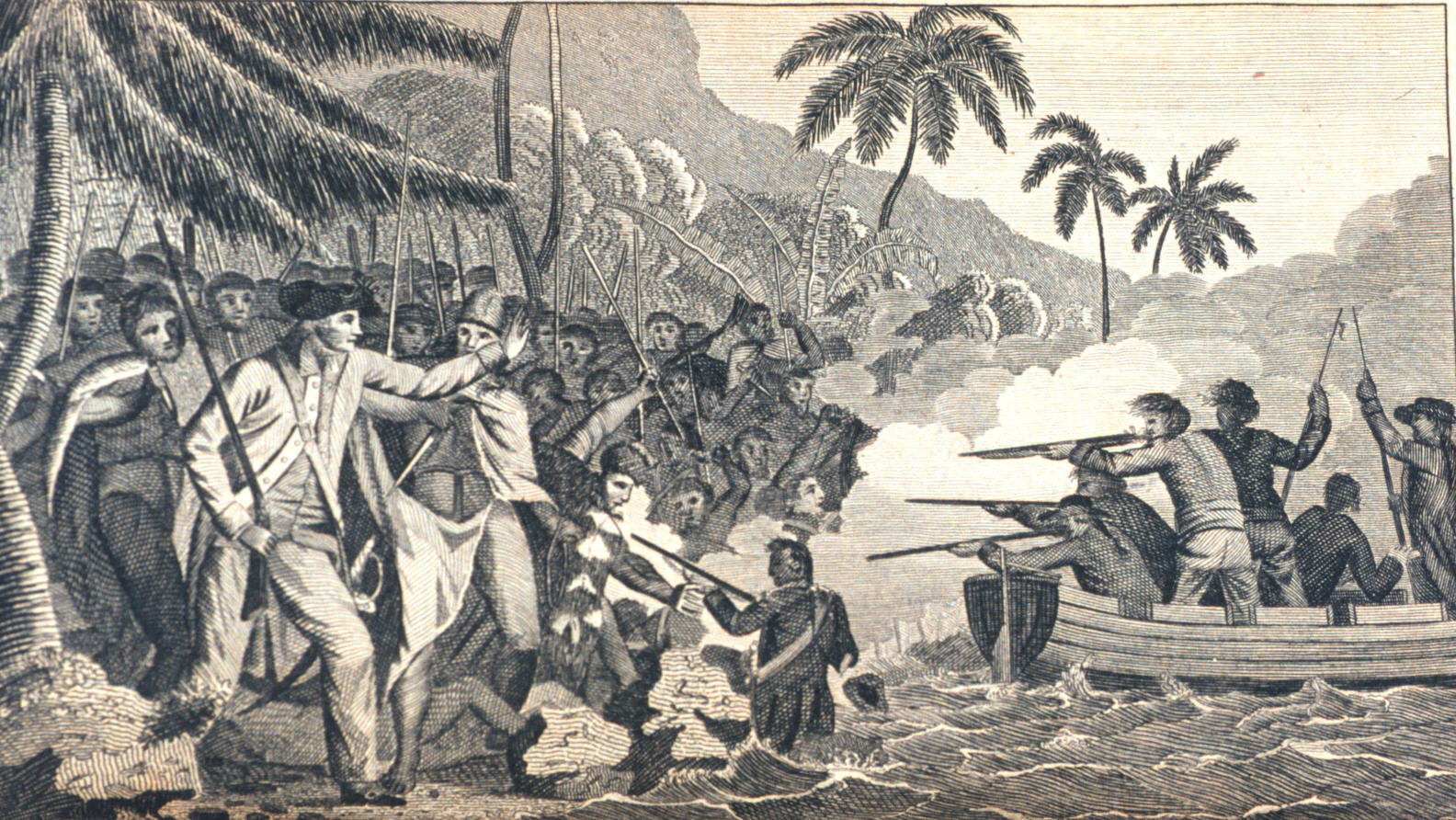
وفاة جيمس كوك

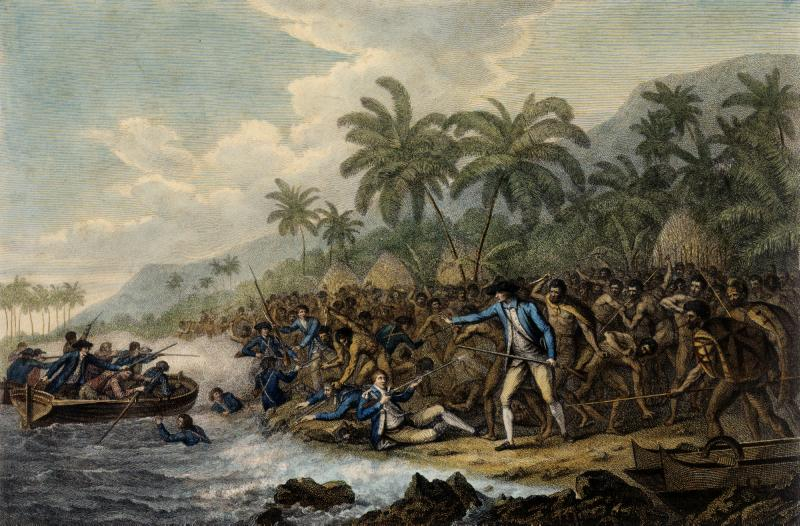
مشهد لوفاة كوك للرسام جون ويبر.

بعثة كوك الثالثة أو الرحلة الثالثة لكوك ، هي رحلة قام بها جيمس كوك في المحيط الهادئ مستعملا سفينتي أيتش أم أس ريزولوشن وأيتش أم أس ديسكوفري، فيها لقي حتفه وتمت تكملة الرحلة بعد وفاة كوك القبطان تشارلز كليرك الذي توفي أيضا، ثم استلم القيادة أخيرا جون غور. دامت الرحلة أربع سنوات وشهرا واحدا من 1776 إلى 1780.

## أيتش أم أس ريزولوشن
أيتش أم أس ريزولوشن هي سفينة ذات ثلاثة صواري تستطيع حمل 462 طن. يتكون طاقم السفينة من 117 شخص بينهم 12 جندي. توفي أثناء الرحلة 10 أشخاص (بينهم 4 توفوا قتلا في هاواي بينهم القبطان جيمس كوك).

### القيادة
- جيمس كوك، قبطان ملازم أول، توفي قتلا في هاواي.
- تشارلز كليرك، قبطان وقائد، توفي في بيتروبافلوفسك (شبه جزيرة كامشاتكا).
- جون غور، قبطان ملازم أول بعد وفاة كوك وكليرك.

### الملازمين
- الملازم الأول : جون غور، كان قائدا في سفينة ديسكوفري ثم انتقل إلى سفينة ريزولوشن.
- الملازم الثاني : جيمس كينغ، أصبح ملازم أول ثم عين قائدا على سفينة ديسكوفري.
- الملازم الثالث : جون وليامسون، أصبح ملازم ثاني.
- جيمس بورني، أصبح ملازم أول.

### الضباط البحريون
- ويليام هارفي، رقي إلى ملازم ثالث.
- ريتشارد هيرغات.
- جيمس تريفينان.
- جيمس وارد.
- ويليام ميد.
- جون هاتلي.
- جون واتس.
- جون شاتلوورث.

### السيد
- ويليام بلاي.

### قائد الجنود
- مولسورث فيليبس، ملازم.

### الأطباء الجراحين
- وليام أندرسون، توفي في ألاسكا سنة 1779.
- جون لو، طبيب سابق على سفينة ديسكوفري.
  - المساعد الأول : دافيد ساموال، أصبح رئيس هيئة على سفينة ديسكوفري.
  - المساعد الثاني : روبرت دافيس، أصبح مساعد أول.

### علماء الفلك
- جوزيف بيلينغز.

### الرسامين
- جون ويبر.

### الركاب
- أوماي.

## أيتش أم أس ديسكوفري
سفينة أيتش أم أس ديسكوفري هي سفينة ذات ثلاثة صواري تستطيع حمل 295 طن. طاقم البعثة في هذه السفينة هو 75 شخص، ولم يُتوفَ منهم أحد.

### القيادة
- تشارلز كليرك، ثم
- جون غور، ثم
- جيمس كينغ.

### الملازمين
- الملازم الأول : جيمس بورني، انتقل إلى سفينة ريزولوشن.
- الملازم الثاني : جون ريكمان، أصبح ملازم أول.

### الضباط البحريون
- إدوارد ريو، رقي إلى ملازم على سفينة ديسكوفري ثم على سفينة ريزولوشن.
- جورج فانكوفر.
- الكسندر موات.
- ديفيد نيلسون.
- جون هنري مارتن.

### السيد
- توماس إدغر.

### الأطباء الجراحين
- جون لو، انتقل إلى سفينة ريزولوشن.

### الرسامين
- وليام ايليس.

### علماء الفلك
- وليام بيلي.

## التسلسل الزمني

### تحت قيادة كوك
- 12 يوليو 1776، سفينتي كوك تغادران بليموث.
- من 28 أكتوبر إلى 30 نوفمبر 1776، البعثة تقوم بوقوف في كيب تاون لتجديد وإصلاح السفينتين.
- من 11 فبراير إلى 23 فبراير 1777، السفينتين تمران من نيوزيلندا و تصعدان إلى قناة الملكة شارلوت.
- من 13 أغسطس إلى 30 سبتمبر 1777، الرحلة تتوقف في تاهيتي بسبب فصل الشتاء.
- من 15 ديسمبر 1777 إلى 2 فبراير 1778، كوك يكتشف أرخبيل هاواي و يرسمه على الخريطة.
- من 12 مايو إلى 26 أكتوبر 1778، السفينتين تصلان إلى سواحل ألاسكا. في هذا الحين استطاعت السفينتين الوصول إلى كل السواحل ولكنها لم تستطع الوصول إلى مضيق برينغ.

### وفاة جيمس كوك
- في 17 يناير 1779، البعثة ترسوا في خليج كيلاكيكوا في جزيرة هاواي. في البداية قام السكان المحليون بأخد كوك إلى أورونو (الإله)، ولكنهم قتلوه فيما بعد.
- قبل هذا كله، في 4 فبراير 1779، استطاعت السفينتين الهروب من هاواي، ولكنهم واجهوا عاصفة بحرية حطمت بعض الصواري.
- 7 فبراير 1779، عادت السفينتين إلى هاواي، وعندما رأي السكان المحليون عودتهم سالمين من العاصفة قالوا أن أيلاههم أخرجهم سالمين منها.
- في صباح 14 فبراير 1779، لاحظ الطاقم أن أحد القوارب الصغيرة التابعة للسفينتين قد سرق.
- في هذا الوقت قرر كوك النزول من السفن وأخذ القارب، لكن السكان المحليين تكاثروا وهجموا على السفينتين، فأمر كوك الطاقم بالعودة إلى البعثة، وعندما كان كوك يصعد السفينة، أستهدف من قبل السكان وقتل في ضهره هو وأربعة من جنوده.

### نهاية البعثة
- في 23 أغسطس 1780، دخلت البعثة إلى مدينة سترومناس  في شمال إنجلترا تحت قيادة جون غور و كانت خسائر البعثة وفاة عشرة رجال بينهم القبطان جيمس كوك.
- تشارلس كليرك، تسلم القيادة بعد وفاة كوك، وحاول إيجاد الممر الشمالي الغربي فلم يجده، وتوفي في عرض سواحل شبه جزيرة كامشاتكا بسبب مرض السل، ستة أشهر فقط بعد وفاة كوك.